# Tempo de execução
Em informática, tempo de execução ou runtime (termo em inglês), é o período em que um programa de computador permanece em execução. O termo runtime também pode se referir a uma máquina virtual que gerencia um programa escrito em uma linguagem de computador enquanto está sendo executado.
O termo tempo de execução é um contraponto ao termo tempo de compilação, que é uma referência ao período em que o código é compilado para gerar um programa executável.
Um ambiente de tempo de execução é um estado da máquina virtual que proporciona serviços de software para processos ou programas enquanto o computador está rodando. Ele pode pertencer ao sistema operacional mesmo, ou ao programa que roda abaixo dele. O propósito inicial é alcançar o objetivo de programação "independente de plataforma".
Atividades de tempo de execução incluem carregar e ligar bibliotecas necessárias para executar o programa, geração de código de máquina opcional e otimização dinâmica do programa, e a execução do programa de fato.